# Conclave de 1464
O conclave de 1464 foi convocado na sequência da morte do Papa Pio II e foi concluído com a eleição do Cardeal Pietro Barbo, que tomou o nome de Paulo II.
Na tarde de 28 de agosto os cardeais presentes em Roma (houve uma ausência de dez cardeais) entreram em conclave no Vaticano, com a excepção do Cardeal Juan de Torquemada, por doença, mas que se juntou ao conclave no seguindo dia.
Inicialmente, os eleitores prepararam uma capitulação em conclave, e subscreveram-na todos, excepto o Cardeal Trevisan. Os termos da capitulação eram os seguintes:
- Continuar as Cruzadas contra o Império Otomano
- Apenas deixar Roma com o consentimento da maioria dos cardeais; e a Península Itálica com o consentimento de todos
- Limitar o Colégio dos Cardeais a 24
- Limitar o novo Papa a um cardeal-sobrinho
- Exigir consentimento do Colégio para a criação de cardeais ou adiantamento de benefícios

O primeiro escrutínio foi em 30 de agosto. O Cardeal Pietro Barbo recebeu 11 votos, e os restantes foram para Trevisan e d'Estouteville. No accessus seguinte, Barbo recebeu três votos adicionais e foi eleito Papa. Tomou o nome de Paulo II, e um pouco depois o protodiácono Rodrigo Bórgia anunciou a eleição ao povo de Roma com a antiga fórmula Habemus Papam. Em 6 de setembro o novo papa foi solenemente coroado nos degraus da Basílica Vaticana, sé patriarcal, pelo Cardeal Niccolò Fortiguerra, titular de Santa Cecília.